# Керрі Кітлз
Керрі Кітлз (англ. Kerry Kittles, нар. 12 червня 1974, Дейтон) — американський професійний баскетболіст, що грав на позиції атакувального захисника за декілька команд НБА.

## Ігрова кар'єра
На університетському рівні грав за команду Вілланова (1992–1996). Визнавався баскетболістом року своєї конференції, а також був включений до першої збірної NCAA.
1996 року був обраний у першому раунді драфту НБА під загальним 8-м номером командою «Нью-Джерсі Нетс». Проте професіональну кар'єру розпочав 1996 року виступами за «Нью-Джерсі Нетс», захищав кольори команди з Нью-Джерсі протягом наступних 8 сезонів. За підсумками дебютного сезону був включений до другої збірної новачків. 13 квітня 1997 року провів свою найрезультативнішу гру в кар'єрі, набравши 40 очок в матчі проти «Мілвокі Бакс». Того ж сезону встановив рекорд клубу за кількістю влучних триочкових кидків (158).
Другою і останньою ж командою в кар'єрі гравця стала «Лос-Анджелес Кліпперс», до складу якої він приєднався 2004 року і за яку відіграв один сезон.

## Тренерська кар'єра
З 2016 по 2018 рік працював асистентом головного тренера баскетбольної команди університету Принстон.

## Статистика виступів

### Регулярний сезон
| Сезон             | Команда                 | GP  | GS  | MPG  | FG%  | 3P%  | FT%  | RPG | APG | SPG | BPG | PPG  |
| ----------------- | ----------------------- | --- | --- | ---- | ---- | ---- | ---- | --- | --- | --- | --- | ---- |
| 1996–97           | «Нью-Джерсі Нетс»       | 82  | 57  | 36.7 | .426 | .377 | .771 | 3.9 | 3.0 | 1.9 | .4  | 16.4 |
| 1997–98           | «Нью-Джерсі Нетс»       | 77  | 76  | 36.5 | .440 | .418 | .808 | 4.7 | 2.3 | 1.7 | .5  | 17.2 |
| 1998–99           | «Нью-Джерсі Нетс»       | 46  | 40  | 34.1 | .370 | .316 | .772 | 4.2 | 2.5 | 1.7 | .6  | 12.9 |
| 1999–00           | «Нью-Джерсі Нетс»       | 62  | 61  | 30.6 | .437 | .400 | .795 | 3.6 | 2.3 | 1.3 | .3  | 13.0 |
| 2001–02           | «Нью-Джерсі Нетс»       | 82  | 82  | 31.7 | .466 | .405 | .744 | 3.4 | 2.6 | 1.6 | .4  | 13.4 |
| 2002–03           | «Нью-Джерсі Нетс»       | 65  | 57  | 30.0 | .467 | .356 | .785 | 3.9 | 2.6 | 1.6 | .5  | 13.0 |
| 2003–04           | «Нью-Джерсі Нетс»       | 82  | 82  | 34.7 | .453 | .351 | .787 | 4.0 | 2.5 | 1.5 | .5  | 13.1 |
| 2004–05           | «Лос-Анджелес Кліпперс» | 11  | 0   | 22.1 | .384 | .333 | .600 | 2.9 | 1.8 | .7  | .3  | 6.3  |
| Усього за кар'єру | Усього за кар'єру       | 507 | 455 | 33.4 | .439 | .378 | .780 | 3.9 | 2.6 | 1.6 | .4  | 14.1 |

### Плей-оф
| Сезон             | Команда           | GP | GS | MPG  | FG%  | 3P%  | FT%  | RPG | APG | SPG | BPG | PPG  |
| ----------------- | ----------------- | -- | -- | ---- | ---- | ---- | ---- | --- | --- | --- | --- | ---- |
| 1997–1998         | «Нью-Джерсі Нетс» | 3  | 3  | 42.0 | .425 | .385 | .909 | 5.0 | 2.7 | 1.3 | .7  | 16.3 |
| 2001–2002         | «Нью-Джерсі Нетс» | 20 | 20 | 29.0 | .435 | .265 | .778 | 3.2 | 2.3 | 1.6 | .5  | 12.1 |
| 2002–2003         | «Нью-Джерсі Нетс» | 20 | 20 | 30.7 | .395 | .413 | .762 | 3.5 | 2.0 | 1.5 | .3  | 10.8 |
| 2003–2004         | «Нью-Джерсі Нетс» | 11 | 11 | 37.7 | .448 | .327 | .618 | 4.3 | 2.1 | 2.0 | .9  | 14.4 |
| Усього за кар'єру | Усього за кар'єру | 54 | 54 | 32.1 | .424 | .337 | .742 | 3.6 | 2.1 | 1.6 | .5  | 12.3 |